# Nittendorf
Nittendorf là một đô thị trong huyện Regensburg bang Bayern thuộc nước Đức.